# 久世工業団地
久世工業団地（くぜこうぎょうだんち）は京都府京都市南区久世にある工業団地。
京都府道123号水垂上桂線に隣接しており、名神高速道路京都南インターチェンジに近い。

## アクセス
自動車で
- 名神高速道路京都南インターチェンジより約3.5Km約10分
- 阪神高速8号京都線上鳥羽出入口より約4.0Km約15分